# Masanjia
Masanjia (chinesisch 马三家街道, Pinyin Mǎsānjiā Jiēdào) ist ein Straßenviertel im Stadtbezirk Yuhong der Unterprovinzstadt Shenyang in der chinesischen Provinz Liaoning. Masanjia hat eine Fläche von 108 km² und 37.000 Einwohner (Ende 2011).

## Wirtschaft
Neben Industrie und Transport – der Bahnhof Masanjia liegt an der Strecke Peking-Harbin – als wichtigste Wirtschaftszweige, verfügt das Straßenviertel auch über gut 2,5 km² landwirtschaftlich genutzter Ackerbaufläche.

## Administrative Gliederung
Masanjia setzt sich aus zwei Einwohnergemeinschaften und 14 Dörfern zusammen. Diese sind:
| Einwohnergemeinschaft Yubei (御北社区); Einwohnergemeinschaft Yudong (御东社区); Dorf Biantai (边台村); Dorf Caotai (曹台村); Dorf Chalu (岔路村); Dorf Dafangshen (大房身村); Dorf Dalin (大林村); Dorf Dongdianzi (东甸子村); | Dorf Fantun (范屯村); Dorf Guchengzi (古城子村); Dorf Jing'an (静安村); Dorf Masanjia (马三家村); Dorf Pitai (皮台村); Dorf Sanshijia (三十家村); Dorf Xiaosanjia (小三家村); Dorf Yong’an (永安村). |

Im Verwaltungsgebiet des Straßenviertels liegt das administrativ eigenständige Frauen-Umerziehungslager Masanjia.